# Donji Orahovac (Czarnogóra)
Donji Orahovac (cyr. Доњи Ораховац) – wieś w Czarnogórze, w gminie Kotor. W 2011 roku liczyła 296 mieszkańców.